# Alalay
Alalay es una localidad y municipio de Bolivia, ubicado en la provincia de Mizque del departamento de Cochabamba. La localidad de Alalay está ubicada a 80 km de la ciudad de Cochabamba. El municipio tiene una superficie de 416 km² y cuenta con una población de 3.447 habitantes (según el Censo INE 2012).
Alalay tiene una topografía accidentada, con fuertes pendientes, y la mayor parte de su territorio es de puna. Tiene una temperatura promedio de 10 °C y su clima es seco y frío.
El municipio fue creado por Ley del 21 de febrero de 1989 durante el gobierno de Víctor Paz Estenssoro.
Al norte limita con la provincia de Arani, al noreste con la provincia de Carrasco, al sureste con el municipio de Mizque, al sur con el de Vila Vila y al oeste con las provincias Punata y Esteban Arze.

## Demografía
De acuerdo con el censo boliviano de 2024, la población del municipio de Alalay es de 3 461 habitantes.
La población del municipio estuvo sujeta a grandes fluctuaciones entre 1992 y 2024:
| Año  | Habitantes (municipio) | Fuente |
| ---- | ---------------------- | ------ |
| 1992 | 3 613                  | Censo  |
| 2001 | 4 931                  | Censo  |
| 2012 | 3 447                  | Censo  |
| 2024 | 3 461                  | Censo  |

## Economía
En Alalay la economía es mayormente agrícola, siendo los principales productos la papa, oca, papalisa, isaño, trigo, cebada, haba, arveja, tarwi y avena. En cuanto a la actividad pecuaria, se realiza una ganadería tradicional con ganado vacuno, ovejas, caballos, y cerdos. De esta actividad se derivan subproductos para el consumo doméstico en el municipio como la leche, queso, manteca y huevos. Los principales mercados para la producción agropecuaria excedentaria son la localidad de Mizque y la ciudad de Cochabamba.